# Шеметов Володимир Ілліч
Володимир Ілліч Шеметов  (рос. Владимир Ильич Шеметов, 9 березня 1964) — радянський плавець, олімпійський медаліст.

## Виступи на Олімпіадах
| Олімпіада   | Дисципліна                      | Місце     |
| ----------- | ------------------------------- | --------- |
| Москва 1980 | плавання на 100 метрів на спині | 4 h4 r1/3 |
| Москва 1980 | плавання на 200 метрів на спині | 4         |
| Москва 1980 | 400 метрів, комплексне плавання | 5 h3 r1/2 |
| Москва 1980 | комплексна естафета 4 × 100     | 2         |